# 美含郡
- 令制国一覧 > 山陰道 > 但馬国 > 美含郡
- 日本 > 近畿地方 > 兵庫県 > 美含郡

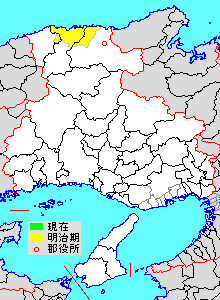
兵庫県美含郡の位置

美含郡（みくみぐん）は兵庫県（但馬国）にあった郡。三含郡と表記することもある。

## 郡域
1879年（明治12年）に行政区画として発足した当時の郡域は、下記の区域にあたる。
- 豊岡市の一部（竹野町段・竹野町椒・竹野町三原を除く竹野町各町）
- 美方郡香美町の一部（香住区各町）
- 美方郡新温泉町の一部（久斗山）

## 歴史

### 古代

#### 式内社
『延喜式』神名帳に記される郡内の式内社。
| 神名帳                | 神名帳            | 神名帳 | 神名帳         | 比定社                       | 比定社                       | 比定社 | 集成 |
| 社名                  | 読み              | 格     | 付記           | 社名                         | 所在地                       | 備考   | 集成 |
| --------------------- | ----------------- | ------ | -------------- | ---------------------------- | ---------------------------- | ------ | ---- |
| 美含郡 12座（並小）   |                   |        |                |                              |                              |        |      |
| 佐受神社              | サウケノ サス     | 小     |                | 佐受神社                     | 兵庫県美方郡香美町香住区米地 |        |      |
| 鷹野神社              | タカノノ          | 小     |                | 鷹野神社                     | 兵庫県豊岡市竹野町竹野       |        |      |
| 伊伎佐神社 三座       | イサキノ          | 小     |                | （論）伊伎佐神社             | 兵庫県美方郡香美町香住区余部 |        |      |
| 伊伎佐神社 三座       | イサキノ          | 小     | （論）平内神社 | 兵庫県美方郡香美町香住区余部 |                              |        |      |
| 法庭神社              | ノリハノ          | 小     |                | 法庭神社                     | 兵庫県美方郡香美町香住区下浜 |        |      |
| 美伊神社              | ミイノ            | 小     |                | 美伊神社                     | 兵庫県美方郡香美町香住区三川 |        |      |
| 椋橋神社              | クラハシノ        | 小     |                | 椋橋神社                     | 兵庫県美方郡香美町香住区小原 |        |      |
| 阿古谷神社            | アコタニノ        | 小     |                | 森神社                       | 兵庫県豊岡市竹野町轟         |        |      |
| 桑原神社              | クハハラノ        | 小     |                | （論）桑原神社               | 兵庫県豊岡市竹野町森本       |        |      |
| 桑原神社              | クハハラノ        | 小     | （論）桑原神社 | 兵庫県豊岡市竹野町桑野本     |                              |        |      |
| 色来神社 （色來神社） | イロキノ イロクノ | 小     |                | 色来神社                     | 兵庫県豊岡市竹野町林         |        |      |
| 丹生神社              | ニフノ            | 小     |                | 丹生神社                     | 兵庫県美方郡香美町香住区浦上 |        |      |
| 凡例を表示            |                   |        |                |                              |                              |        |      |

### 近世以降の沿革
- 「旧高旧領取調帳データベース」に記載されている明治初年時点での支配は以下の通り[2]。幕府領は久美浜代官所が管轄。（71村）

| 知行   | 知行       | 村数 | 村名 |
| ------ | ---------- | ---- | --- |
| 幕府領 | 幕府領     | 43村 | 沖浦村、上村、浦上村、下岡村、上岡村、隼人村、畑村、三川村、土生村、本見塚村、大森村、境村、一日市村、若松村、香住村、七日市村、矢田村、下浜村、油良村、守柄村、加鹿野村、森村、小原村、中野村、藤村、八原村、久斗山村、余部村、小城村、神原村、御又村、河内村、門谷村、須野谷村、桑野本村、河南谷村、森本村、坊岡村、間室村、三谷村、大野村、二連原村 |
| 藩領   | 但馬出石藩 | 28村 | 竹野村、須井村、相谷村、奥安木村、訓谷村、無南垣村、丹生地村、九斗村、米地村、林村、下塚村、大谷村（現・美方郡香美町）、金原村、轟村、小丸村、芦谷村、鬼神谷村、須谷村、和田村、草飼村、切浜村、阿金谷村、羽入村、松本村、宇日村、田久日村、大谷村（現・豊岡市）                                                                                       |

- 慶応4年

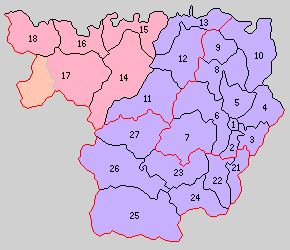
11.奥竹野村 12.中竹野村 13.竹野村 14.奥佐津村 15.口佐津村 16.香住村 17.長井村 18.余部村（紫：豊岡市 赤：美方郡香美町 橙：美方郡新温泉町 1 - 10は城崎郡 21 - 27は気多郡）

  - 4月19日（1868年5月11日） - 久美浜代官所の管轄地域が府中裁判所の管轄となる。
  - 閏4月28日（1868年6月18日） - 府中裁判所の管轄地域が久美浜県の管轄となる。
- 明治4年
  - 7月14日（1871年8月29日） - 廃藩置県により、藩領が出石県の管轄となる。
  - 11月2日（1871年12月13日） - 第1次府県統合により、全域が豊岡県の管轄となる。
- 明治9年（1876年）8月21日 - 第1次府県統合により兵庫県の管轄となる。
- 明治初年 - 大谷村（現・豊岡市）が改称して東大谷村となる。
- 明治12年（1879年）1月8日 - 郡区町村編制法の兵庫県での施行により、行政区画としての美含郡が発足。「城崎美含郡役所」が城崎郡豊岡町に設置され、同郡とともに管轄。
- 明治15年（1882年） - 奥安木村・浜安木村が合併して安木村となる。（71村）
- 明治19年（1886年） - 神原村が森本村に合併。（70村）
- 明治22年（1889年）4月1日 - 町村制の施行により、以下の町村が発足。（8村）
  - 奥竹野村 ← 河南谷村、桑野本村、大森村、須野谷村、門谷村、河内村、御又村、小城村、二連原村、森本村、坊岡村（現・豊岡市）
  - 中竹野村 ← 林村、下塚村、東大谷村、金原村、轟村、小丸村、鬼神谷村、須谷村、芦谷村、阿金谷村、和田村、羽入村、松本村、草飼村（現・豊岡市）
  - 竹野村 ← 竹野村、切浜村、浜須井村、奥須井村、宇日村、田久日村（現・豊岡市）
  - 奥佐津村 ← 九斗村、米地村、丹生地村、下岡村、上岡村、隼人村、畑村、三川村、土生村、本見塚村（現・美方郡香美町）
  - 口佐津村 ← 相谷村、安木村、訓谷村、無南垣村、浦上村、上村、沖浦村（現・美方郡香美町）
  - 香住村 ← 境村、一日市村、若松村、香住村、七日市村、森村、間室村、油良村、矢田村、下浜村（現・美方郡香美町）
  - 長井村 ← 守柄村、加鹿野村、三谷村、大谷村、大野村、小原村、中野村、藤村、八原村（現・美方郡香美町）、久斗山村（現・美方郡新温泉町）
  - 余部村 ← 余部村、鎧村（現・美方郡香美町）
- 明治29年（1896年）4月1日 - 郡制の施行のため、城崎郡・美含郡・気多郡の区域をもって、改めて城崎郡が発足。同日美含郡廃止。

## 行政
城崎・美含郡長
| 代 | 氏名 | 就任年月日               | 退任年月日                | 備考                                   |
| -- | ---- | ------------------------ | ------------------------- | -------------------------------------- |
| 1  |      | 明治12年（1879年）1月8日 |                           |                                        |
|    |      |                          | 明治29年（1896年）3月31日 | 城崎郡・気多郡との合併により美含郡廃止 |